# Абдуразаков, Магомед Гитинович
Абдуразаков, Магомед Гитинович (1939, с. Телетль, ныне Шамильский район, Дагестанская АССР, РСФСР, СССР — 17 августа 2021, Махачкала, Дагестан, Россия) — российский государственный и военный деятель. Министр внутренних дел по Республике Дагестан (1992—1998). Генерал-лейтенант милиции. Заслуженный сотрудник органов внутренних дел Российской Федерации.

## Биография
Родился в 1939 году в селе Телетль ныне Шамильского района, Дагестанской АССР. По национальности — аварец.
В раннем возрасте потерял отца на Великой Отечественной войне.
После окончания школы начал работать пионервожатым в школе, где выделялся своими организаторскими способностями, самоотверженным отношением к делу, что явилось основанием для его перевода в Кахибский райком комсомола.
После окончания Центральной комсомольской школы в 1960 году занял пост Первого секретаря Кахибского райкома комсомола. Послужной список к 34-м годам уже включал должности Первого секретаря Дагестанского обкома комсомола, председателя Комитета по физической культуре и спорту при Совете Министров Дагестанской СССР.
Далее работал заместителем министра, а затем и 1-й заместителем министра внутренних дел Республики Дагестан.
В 1992 году назначают Министром внутренних дел по Республике Дагестан. Его руководство органами внутренних дел пришлось на один из самых сложных периодов для государства — в 90-е годы.
Принимал активное участие в ликвидации последствий террористического акта в Кизляре и в селе Первомайское Хасавюртовского района. Руководил операциями по освобождению заложников. Участвовал в переговорах с лидерами незаконных вооружённых формирований. Неоднократно лично выезжал в зоны боевых действий.
21 мая 1998 года в центре Махачкале собрался масштабный митинг, переросший в захват здания Госсовета Дагестана. Абдуразаков участвовал с переговорах с лидерами протестующих. На следующий день после захвата здания подал заявления об отставке с поста главы МВД.
В 1998 году генерал-лейтенант милиции Магомед Гитинович Абдуразаков получает новое назначение на должность заместителя начальника Главного управления ООП МВД Российской Федерации.
17 августа 2021 года из-за осложнений, вызванных коронавирусной инфекцией, скончался.

## Награды
- Орден «За заслуги перед Отечеством» IV степени с мечами.
- Орден «За заслуги перед Республикой Дагестан».[3]
- Орден «Знак Почёта».
- Орден Мужества.
- Медаль Жукова.
- Медаль «За отличие в охране общественного порядка».
- Медаль «За укрепление боевого содружества».
- Заслуженный сотрудник органов внутренних дел РФ.
- Заслуженный наставник молодёжи РД.
- Почётный сотрудник МВД России.